# Catocala sponsalis
Catocala sponsalis är en fjärilsart som beskrevs av Walker 1857. Catocala sponsalis ingår i släktet Catocala och familjen nattflyn. Inga underarter finns listade i Catalogue of Life.